# Mara Sedini
Mara Sedini (n. 1985) es una actriz, periodista, cantante y personalidad de televisión. También se dedica a ser comentarista de actualidad política y a escribir columnas de contingencia en dicha materia.
En su faceta artística, ha interpretado obras musicales en eventos como el L Festival del Huaso de Olmué (2019).
También se ha hecho conocida por su activismo político ligado a la derecha chilena, destacando como rostro y directora de asuntos públicos de la Fundación para el Progreso (FPP), y como panelista habitual del programa Sin filtros.
Ha sido docente en instituciones como la Universidad Gabriela Mistral (UGM), además de conferencista en la FPP.

## Biografía
En 2014, Sedini realizó su primera aparición televisiva como extra en la serie Phantom Soldier.
En 2016, hizo una aparición como actriz en un capítulo de la serie Lo que callamos las mujeres. Asimismo, ese mismo año hizo su aparición en dos capítulos de la teleserie Veinteañero a los 40, emitida por Canal 13.
En 2018, estrenó su single titulado Ser. Al año siguiente, haría su presentación en el Festival del Huaso de Olmué donde interpretó una canción de homenaje a la trayectoria del certamen. Igualmente, en aquel año Sedini también participó en una sesión de la tradicional obra chilena «La Pérgola de las Flores», dirigida por el actor Héctor Noguera.
Entre 2019 y 2021 comenzó a volcarse paulatinamente en participar como activista política a causa de su oposición al Estallido social y los contenidos que propuso la Convención Constitucional para ofrecer una nueva constitución, la cual fue rechazada en 2022.